# Branäs
Branäs is een wintersportgebied in het midden van Zweden, gelegen in het laaggebergte in de noordelijke punt van het landsdeel Värmland. Het skigebied is gesitueerd bij het dorpje Ransby, ongeveer 8 kilometer ten zuiden van de grotere plaats Sysslebäck. Het gebied heeft 17 liften, 22 afdalingen en een valhoogte van 415 meter. Het gebied werd in december 1988 geopend door koning Karel XVI Gustaaf van Zweden. In 2014 werd er een nieuwe stoeltjeslift geopend vanuit het dal aan de noordzijde naar de top. 
In 2009, 2010 en 2011 werden in het gebied wereldbekerwedstrijden skicross georganiseerd. 